# Ridda
Ridda (Arabisch: ارتداد, irtidād of ردة, ridda) is een term voor de daad waarmee een moslim formeel afstand doet van de islam. Met deze daad kan een persoon die in een islamitisch gezin is opgevoed of voorheen de islam aanhing zich bekeren tot een andere religie of zich volledig afkeren van geloof (apostasie) en niet-religieus worden. De definitie van ridda en of, en zo ja hoe, deze daad zou moeten worden bestraft, zijn omstreden kwesties – islamgeleerden zijn het erover oneens.
Volgens het merendeel van de islamitische fiqhgeleerden en theologen verdient een moslim die van het geloof afvalt de doodstraf, maar men verschilt van mening of dit gepleegde feit wel voldoende is om een oordeel te vellen en uit te voeren. Doorgaans moet eerst geprobeerd worden de afvallige terug te brengen tot het geloof. In tegenstelling tot moord of ontucht is ridda omkeerbaar, waarvoor dan geen vaste straf gegeven kan worden. Een afvallige dient zijn leven lang geadviseerd te worden terug te keren naar de islam, behalve als deze zich agressief ten opzichte van de islam opstelt. Een moslim zal zich dan eveneens vijandig opstellen tegenover de afvallige, maar zelfs dat is controversieel.

## Wanneer is er sprake vanridda
Geloofsafval wordt irtidād (hetgeen letterlijk "terugval" of "teruggang") of ridda genoemd in islamitische literatuur. Een afvallige wordt een murtadd genoemd, wat betekent 'iemand die terugkeert' van de islam. Volgens sommigen wordt iemand die door de ouders islamitisch is opgevoed of zich ooit bekeerd heeft tot de islam een murtadd als zij of hij een van de grondbeginselen van het geloof zoals voorgeschreven door de Koran of de Hadith ontkent, afwijkt van de goedgekeurde islamitische geloofspunten (ilhad) of als hij of zij godslastering pleegt door bijvoorbeeld een exemplaar van de Koran respectloos te behandelen.
Een persoon die islamitisch wordt opgevoed door zijn ouders en later de islam afwijst, heet een murtad fitri, en iemand die zich bekeerd heeft tot de islam en haar later afwijst wordt een murtad milli genoemd.
Jurist Imam Ibnul Humam (†681 AH) schreef in zijn boek Fathul Qadir:

De enige reden om een afvallige te doden is de bedoeling om oorlogsgevaar uit te sluiten, en niet omdat hij ongelovig is. De straf voor ongeloof is veel groter bij God. Derhalve dient alleen een afvallige te worden gedood die actief oorlog aan het voeren is; en meestal is het een man en geen vrouw. Om dezelfde reden heeft de Heilige Profeet het verboden om vrouwen te doden. En om precies deze reden kan een afvallige vrouw worden gedood als ze daadwerkelijk oorlog aanwakkert en veroorzaakt door haar invloed en strijdkrachten onder haar bevel. Zij zal niet om haar geloofsafval worden gedood, maar omdat zij (door oorlog) wanorde op de Aarde heeft gesticht.
— Imam Ibnul Humam

Er zijn verschillende manieren binnen de islam om in ongeloof te vervallen. Dit kan geuit worden door o.a. uitlatingen of handelingen. Een aantal mogelijkheden zijn:
1. shirk plegen, het gelijkstellen van iets of iemand aan God, de grootste zonde binnen de islam,
2. Gods heerschappij verwerpen of Zijn Eenheid,
3. een eigenschap van God verwerpen,
4. één of meerdere van de islamitische Heilige Boeken of boodschappers verwerpen,
5. God of de profeet Mohammed beledigen,
6. iets dat haram verklaard is proberen toegestaan te maken,
7. een verplichting van een van de vijf zuilen verwerpen of erover twijfelen,
8. twijfelen aan de getrouwheid van een van de profeten,
9. twijfelen aan de Dag des oordeels,
10. neerbuigen voor iets of iemand anders dan God,
11. verrichten van seksuele handelingen met een niet-moslim (voor mannen geldt het alleen voor het huwelijk).

## Behandeling in geschriften

### Koran
De Koran bespreekt geloofsafval in een groot aantal verzen. Bijvoorbeeld:

Waarlijk, degenen die niet geloven na geloofd te hebben en vervolgens in ongeloof toenamen, hun berouw wordt niet aanvaard. En zij zijn de dwalenden.
— Koran 3:90

Zij wensen dat jullie (het geloof) verloochenen zoals zij (dit) hebben verloochend, zodat jullie gelijk zijn aan elkaar. Dus neem niemand onder hen als Awliyaa’, totdat zij emigreren omwille van Allah. Maar als zij zich hiervan afwenden (dat wil zeggen van de islam en het emigreren omwille van Allah), grijp hen dan en dood hen waar jullie hen ook vinden, en neem hen niet als Waliy of helper.
— Koran 4:89

Maar als zij berouw tonen, het gebed onderhouden en de Zakaat afdragen, dan zijn zij jullie broeders in de godsdienst. En Wij zetten de Verzen uiteen voor een volk dat weet. Maar als zij hun eden verbreken na (het zijn aangegaan van) hun verbond, en (zij) jullie godsdienst lasteren, bestrijd dan de leiders van het ongeloof. Waarlijk, hun eden betekenen niets voor hen. (Bestrijd hen) opdat zij zullen ophouden.
— Koran 9:11–12

Verontschuldig julliezelf niet. Voorzeker, jullie zijn ongelovig geworden, nadat jullie gelovig waren. Als Wij een groep van jullie vergeven, dan zullen Wij een (andere) groep bestraffen, omdat zij misdadigers waren.
— Koran 9:66

Degene die niet in Allah gelooft nadat hij (eerder) geloofde (op hem rust de Woede van Allah), behalve degene die (tot ongeloof) wordt gedwongen terwijl zijn hart rust heeft gevonden in het geloof. Maar wie zijn borst openstelt voor het ongeloof, op hen rust de Woede van Allah. En voor hen is er een geweldige Bestraffing.
— Koran 16:106

Andere Koranverzen verwijzen ook naar apostasie. Volgens professor antropologie Dale F. Eickelman lijken sommige verzen in de Koran dwang en zware bestraffing van afvalligen te rechtvaardigen. Daarentegen schrijf rechtshistoricus Wael Hallaq dat "niets in de wet betreffende afvalligen en afvalligheid wordt afgeleid van de letter" van de Koran. Er wordt geen specifieke lijfstraf genoemd voor afvalligen die zij zouden moeten ondergaan in deze wereld (ten opzichte van een verondersteld hiernamaals), noch verwijzen Koranische verzen expliciet of impliciet naar een noodzaak om een afvallige te dwingen om naar de islam terug te keren of om hem te doden als hij dit weigert.

### Hadith
Hoewel de Koran niet zulke ayaat kent, is de doodstraf voor ridda vastgelegd in een groot aantal hadiths.
| - Bukhari 4:52:260 - Bukhari 9:83:17 - Bukhari 9:83:37 - Bukhari 9:84:57 - Bukhari 9:84:58 | - Bukhari 9:84:64 - Bukhari 9:89:271 - Muslim 16:4152 - Muslim 16:4153 - Muslim 16:4154 | - Muslim 16:4155 - Muslim 20:4490 - Abu Dawud 4351 - Abu Dawud 4352 - Abu Dawud 4352 | - Tirmidhi 1458 - Ibn Majah 2533 - Ibn Majah 2534 - Ibn Majah 2535 - Nasa'i 4060 | - Nasa'i 4061 - Nasa'i 4062 - Nasa'i 4063 - Nasa'i 4064 - Nasa'i 4065 |

Enkele voorbeelden:
- 'De Profeet heeft gezegd: "Wie zijn religie verandert, vermoord hem."' (Bukhari 4:52:260)
- "Bij Allah, de Boodschapper van Allah heeft nooit iemand gedood behalve in een van de volgende gevallen: (1) Een persoon die onterecht een ander doodde werd in Qisas [=wraak] gedood; (2) een getrouwd persoon die onwettige seksuele omgang heeft gehad en (3) een persoon die tegen Allah en Zijn Boodschapper heeft gestreden en de islam heeft verlaten en een afvallige is geworden." (Bukhari 9:83:37)
- "Wie ook maar zijn islamitische religie verandert, dood hem." (Bukhari 9:84:57)
- 'Er was een vastgebonden man naast Abu Musa. Mu'adh vroeg: "Wie is deze (man)?" Abu Musa zei: "Hij was een jood, werd een moslim en keerde daarna terug naar het jodendom." Toen verzocht Abu Musa aan Mu'adh om te gaan zitten, maar Mu'adh zei: "Ik ga niet zitten totdat hij gedood is. Dit is het oordeel van Allah en Zijn Boodschapper (voor zulke gevallen)" en herhaalde het drie keer. Toen beval Abu Musa dat de man gedood moest worden, en hij werd gedood.' (Bukhari 9:84:58)

## Bestraffing

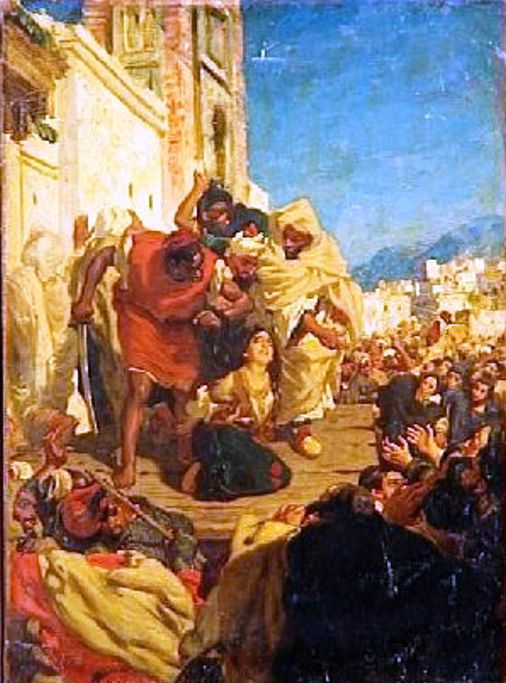
Executie van de Marokkaanse Jodin Sol Hachuel (1834). Alfred Dehodencq, 1860.

Veel auteurs beschouwen apostasie van moslims om de islam te verlaten en zich tot een andere religie te bekeren als een religieuze misdaad. In de geschiedenis van de islam werden bekering en geloofsafval van moslims bij wet verboden.
Er bestaan meningsverschillen tussen islamgeleerden over de vraag of, wanneer en hoe ridda bestraft zou moeten worden.

### Executie
In het islamitisch recht (sharia) vonden tijdens de middeleeuwen de meeste juristen (faqīh) dat een mannelijke afvallige moest worden gedood, tenzij hij aan een psychische aandoening leed of zich bekeerde in een noodsituatie, bijvoorbeeld als hij direct gevaar liep om vermoord te worden. Een vrouwelijke afvallige moest ofwel worden geëxecuteerd (volgens de rechtsscholen van de sjafieten, malikieten en hanbalieten), ofwel gevangengenomen totdat ze terugkeert naar de islam (volgens de hanafieten en de sjiieten).
Veel islamgeleerden hebben geloofsafval gezien als een hadd (meervoud hoedoed): een misdaad waarvoor in de heilige geschriften een straf is vastgelegd. Deze classificatie wordt echter betwist door hanafitische en sjafitische juristen en ook door enkele prominente geleerden van andere rechtsscholen, zoals de malikiet Abu al-Walid al-Baji (1013–1081) en de hanbaliet Ahmad ibn Tajmijja (1263–1328).
Volgens traditioneel islamitisch recht mag aan een afvallige in gevangenschap een wachttijd worden gegeven om tot inkeer te komen en de islam wederom te aanvaarden; zo niet, dan dient de afvallige zonder enig voorbehoud te worden gedood. Deze traditionele zienswijze van de soennitische en sjiitische islamitische juridsprudentie varieert per rechtsschool en kan afhankelijk zijn van sekse:
Hanafieten – adviseert drie dagen gevangenschap voorafgaand aan executie, hoewel dit uitstel van executie voor afvallige moslims niet verplicht is. Afvalligen die mannen zijn moeten gedood worden, terwijl vrouwen eenzaam opgesloten moeten worden en om de drie dagen worden geslagen totdat ze hun afvalligheid intrekken en terugkeren naar de islam. Bestraffing voor geloofsafval beperkt zich tot degenen die, na de islam te hebben verlaten, hirabah veroorzaken ("piraterij", "onwettige oorlog", "oorlog tegen God"), niet als men persoonlijk van religie verandert.
Malikieten – gunnen de afvallige hooguit tien dagen om de afvalligheid in te trekken, waarna hij of zij gedood moet worden. Zowel mannen als vrouwen verdienen de doodstraf volgens de traditionele malikieten.
Sjafieten – een afvallige heeft recht op drie dagen wachttijd om tot inkeer te komen en terug te keren naar de islam. Als deze tijd verstreken is, is executie de traditioneel aanbevolen straf voor zowel mannelijke als vrouwelijke afvalligen.
Hanbalieten – een wachttijd is niet nodig, maar mag verleend worden. Executie is de traditioneel aanbevolen straf voor zowel mannelijke als vrouwelijke afvalligen.
Jafarieten – een wachttijd is niet nodig, maar mag verleend worden. Mannelijke afvalligen moeten worden geëxecuteerd, terwijl vrouwelijke afvalligen eenzaam opgesloten moeten worden totdat ze terugkeren naar de islam.

### Oppositie tegen executie
In de loop der eeuwen is er een aantal prominente oelama's geweest, waaronder de Malikitische jurist Abu al-Walid al-Baji (1013–1081) en de Hanbalitische jurist Ahmad ibn Tajmijja (1263–1328), die meenden dat apostasie geen hadd-misdaad is en dus alleen een discrete straf (tazir) riskeert. Sommige vroege autoriteiten, zoals Ibrahim al-Nakhai en Sufyan al-Thawri, en ook de Hanafitische jurist Sarakhsi (gestorven ca. 1090), geloofden dat een afvallige voortdurend gevraagd moest worden om berouw te tonen en nooit ter dood veroordeeld worden. Volgens Sarakhsi is afvalligheid vanuit de islam een groot misdrijf, maar dient de bestraffing ervan te worden uitgesteld tot de dag des oordeels. De opvatting dat de Koran alleen spreekt over straf voor afvalligheid in een andere wereld, werd ook uitgedragen door Mahmud Shaltut, grootimam van Al-Azhar (1958–63), die meende dat de doodstraf voor 'apostasie', zoals beschreven in de hadith, bedoeld was om agressie tegen moslims en rebellie tegen de staat te voorkomen.

## Geschiedenis

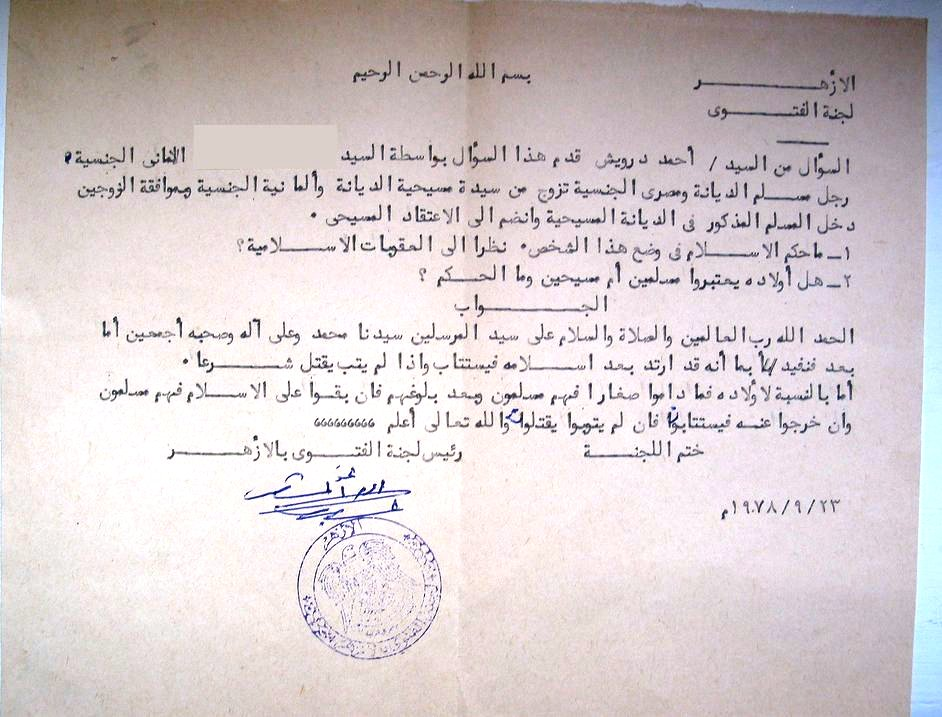
Een fatwa uit 1978 op een moslim die ridda gepleegd heeft: de dader krijgt een kans terug te keren tot de islam of zal anders volgens de wetten van de sharia ter dood veroordeeld worden

Ridda gaat terug op de tijd van Mohammed. Doordat de moslims in Medina recht tegenover de polytheïstische Mekkanen stonden, gold geloofsafval als desertie in oorlogstijd. Ook tijdens de vroegste expansie van de islam bleef het gelden als desertie en werd met de dood bestraft.
Abu Hanifa van de hanafitische madhhab was van mening dat als een vrouw van geloof veranderde dat zij met rust gelaten moest worden. Indien zij de rest van haar leven ongelovig zou blijven, zou de bestraffing na de dood volgen. Een man loopt een politiek risico door afvalligheid van de islam, maar begaat pas een misdaad, indien hij probeert de staat over te nemen en de islam omver te werpen. Al-Awzayy, een tijdgenoot van Abu Hanifa, was van mening dat zowel mannen als vrouwen de tijd moesten krijgen om terug te komen van hun dwaling, op voorwaarde dat er geen plannen tot een staatsgreep waren.

## Heden
Omdat er geen centraal islamitisch leiderschap is, is er ook geen eenstemmig toegelaten methode om te bepalen wie iemand tot een geloofsafvallige verklaart. Dit gebeurt dan middels een fatwa, een religieuze uitspraak voor normaliter een beperkte groep. Zo sprak ayatollah Ruhollah Khomeini een fatwa uit over Salman Rushdie na zijn omstreden boek De Duivelsverzen vanwege zijn afvalligheid. In het boek zou Rushdie laten blijken niet meer in de islam te geloven. Khomeini riep alle vrome moslims op om de schrijver ter dood te brengen, alsmede de uitgevers van het boek. Diverse rechtsgeleerden (oelema) in onder andere Egypte en Saoedi-Arabië oordeelden dat de fatwa onislamitisch was. De fatwa werd door 48 van de 49 landen van de Organisatie voor Islamitische Samenwerking een maand later verworpen.
Sommige extremistische moslims verklaren elke moslim die zich niet houdt aan de volgens hen gangbare opvattingen tot takfir. Bekend is de ideologie van de organisatie Takfir wal Hijra. Deze organisatie beïnvloedde ook de Nederlandse Hofstadgroep, die ook alle moslims die niet leefden volgens hun opvattingen tot afvalligen verklaarden. Bekende slachtoffers van moordaanslagen door moslimextremisten, omwille van vermeende apostasie, zijn bijvoorbeeld Farag Foda en Nagieb Mahfoez.
Na de Koeweitoorlog verklaarde de wahabitische geestelijke sjeik Hamoud bin Oqla al-Shuaibi, een van de hoogste geestelijken van Saoedi-Arabië, het Huis van Saoed tot afvalligen, vanwege hun steun aan de Verenigde Staten.
In mei 2006 stelden de imams van Milli Görüs Nederland dat geloofsafval in de islam wel is toegestaan. Dit standpunt is met name in Turkije gemeengoed.
De officiële godsdienstige adviseur van de Egyptische regering, grootmoefti Ali Gomaa, liet in de zomer van 2006 op een website van The Washington Post en Newsweek schrijven dat moslims een andere godsdienst dan de islam kunnen kiezen. Deze fatwa kreeg veel aandacht in de Egyptische pers.

### Publieke opinie
Een enquête van het Pew Research Center, gebaseerd op face-to-face interviews in 80 talen tussen 2008 en 2012 onder duizenden moslims in vele landen, onthulde verschillende zienswijzen over de doodstraf voor degenen die de islam verlaten om atheïst te worden of tot een andere religie te bekeren. In dit onderzoek werd moslims die er voorstander van zijn om de sharia in te voeren als wetgeving gevraagd wat zij dachten over de doodstraf voor afvalligheid van de islam. De resultaten zijn in de tabel beneden samengevat. Merk op dat de waarden voor Groep C zijn afgeleid van de waarden van de anderen twee groepen en geen onderdeel zijn van het Pew-rapport. Deze cijfers zijn exclusief moslims die wellicht geen voorstander zijn van de sharia maar wel voorstander van de doodstraf voor afvalligheid.
| Land      | Groep A: % moslims steunen sharia | Groep B: steun doodstraf voor ridda als % van Groep A | Groep C: Groep B als % van alle moslims |
| --------- | --------------------------------- | ----------------------------------------------------- | --------------------------------------- |
| Egypte    | 74                                | 86                                                    | 63,6                                    |
| Palestina | 89                                | 66                                                    | 58,7                                    |
| Jordanië  | 71                                | 82                                                    | 58,2                                    |
| Irak      | 91                                | 42                                                    | 38,2                                    |
| Tunesië   | 56                                | 29                                                    | 16,2                                    |
| Libanon   | 29                                | 46                                                    | 13,3                                    |

| Land        | Groep A: % moslims steunen sharia | Groep B: steun doodstraf voor ridda als % van Groep A | Groep C: Groep B als % van alle moslims |
| ----------- | --------------------------------- | ----------------------------------------------------- | --------------------------------------- |
| Afghanistan | 99                                | 79                                                    | 78,2                                    |
| Pakistan    | 84                                | 76                                                    | 63,8                                    |
| Maleisië    | 86                                | 62                                                    | 53,3                                    |
| Bangladesh  | 82                                | 44                                                    | 36,1                                    |
| Thailand    | 77                                | 27                                                    | 20,8                                    |
| Indonesië   | 72                                | 18                                                    | 13,0                                    |

| Land         | Groep A: % moslims steunen sharia | Groep B: steun doodstraf voor ridda als % van Groep A | Groep C: Groep B als % van alle moslims |
| ------------ | --------------------------------- | ----------------------------------------------------- | --------------------------------------- |
| Rusland      | 42                                | 15                                                    | 6,3                                     |
| Tadzjikistan | 27                                | 22                                                    | 5,9                                     |
| Kirgizië     | 35                                | 14                                                    | 4,9                                     |
| Bosnië       | 15                                | 15                                                    | 2,3                                     |
| Kosovo       | 20                                | 11                                                    | 2,2                                     |
| Turkije      | 12                                | 17                                                    | 2,0                                     |
| Albanië      | 12                                | 8                                                     | 1,0                                     |
| Kazachstan   | 10                                | 4                                                     | 0,4                                     |

Visualisatie van het totale % van moslims per land dat voorstander is van de doodstraf voor afvalligheid volgens de Pew-cijfers van 2013.

Bij elkaar suggereren deze cijfers uit het Pew-onderzoek van 2012 dat het percentage moslims in de onderzochte landen die de doodstraf voor ex-moslims goedkeuren zeer verschilt, van 0,4% (in Kazachstan) tot 78,2% (in Afghanistan). De overheden van het Samenwerkingsraad van de Arabische Golfstaten (Saoedi-Arabië, de Verenigde Arabische Emiraten, Oman, Qatar, Bahrein en Koeweit) hebben het Pew Research Center geen toestemming gegeven om landelijk onderzoek te doen naar de publieke opinie over apostasie in 2010 of 2012. De enquête omvatte ook China, India, Syrië en West-Afrikaanse landen zoals Nigeria niet.

### Huidige strafbaarstelling

Straffen (feitelijk of voorgesteld) voor apostasie in een aantal landen met een moslimmeerderheid anno 2013.

Anno 2010 waren er 49 landen ter wereld waarin moslims samen meer dan 50% van de bevolking uitmaakten; deze landen worden 'landen met een moslimmeerderheid' genoemd.
In ten minste 23 landen met een moslimmeerderheid is geloofsafval voor moslims strafbaar.
In de volgende landen kan apostasie uitdrukkelijk met de dood bestraft worden:
- Afghanistan: Een bekend geval is dat van Abdul Rahman.
- Brunei
- Iran: Een bekend geval is dat van Salman Rushdie.
- Jemen
- Mauritanië
- Maleisië (in Kelantan en Terengganu)[55]: Een bekend geval is dat van Lina Joy.[56]
- Maldiven
- Nigeria (in sommige staten met een moslimmeerderheid zoals Zamfara, zie Shariaconflict in Nigeria)
- Qatar
- Saoedi-Arabië: bekende gevallen zijn Hamza Kashgari, Rahaf Mohammed en Rana Ahmad
- Somalië
- Verenigde Arabische Emiraten

Strafuitvoering hangt in veel van deze landen af van het gedrag van de beklaagde. In Afghanistan, Brunei, Jemen en Soedan bijvoorbeeld ontloopt de beklaagde een veroordeling wanneer hij zijn nieuwe geloof afzweert en zich opnieuw bij de islam voegt. In Mauritanië wordt zowel voor als na de veroordeling de mogelijkheid gegeven terug te keren naar de islam.
Andere moslimmeerderheidslanden met anti-apostasiewetgeving zijn:
- Bahrein
- Comoren
- Egypte: Een bekend geval is dat van Nasr Abu Zayd.
- Irak
- Jordanië
- Koeweit
- Marokko
- Oman
- Pakistan
- Syrië

In veel landen met een moslimmeerderheid – ook die waar apostasie niet als misdrijf strafbaar is gesteld – kan geloofsafval leiden tot ontbinding van het huwelijk en gevolgen hebben voor het erfrecht.